# Болгарская почта
Болгарские почты ЕАД (болг. Български пощи) — основной почтовый оператор в Болгарии.

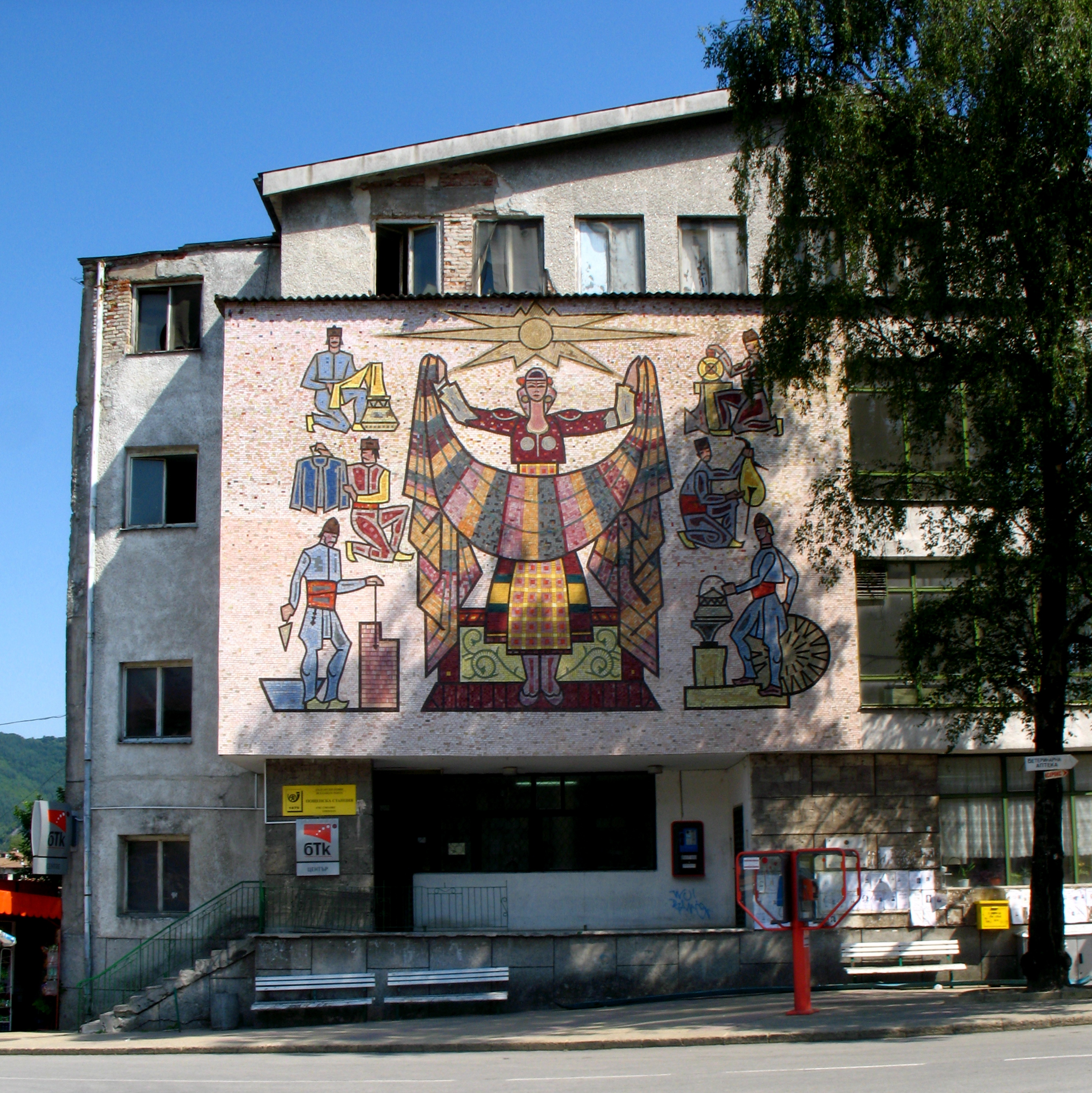
Почтовое отделение Болгарской почты в Смоляне

## Форма собственности
Сокращение «ЕАД» в названии компании означает «единоличное акционерное общество» — специфическая форма коллективной собственности с единоличным управлением в Болгарии. Государство обладает 100 % акций «Болгарских почт ЕАД», совет директоров компании назначается министром транспорта, информационных технологий и сообщений.

## Структура и сеть
«Болгарские почты ЕАД» имеют центральное управление и 28 территориальных подразделений. Последние представляют собой областные почтовые станции (ОПС), по одно в каждой области Болгарии. Кроме того, в стране функционирует специализированное подразделение «Болгарская филателия и нумизматика».
В ведении компании «Болгарские почты ЕАД» находятся 2981 почтовое отделение, 632 из которых находятся в городах, 972 в деревнях с населением свыше 800 человек, 1171 в деревнях с населением 200—800 человек и 206 в деревнях с населением менее 200 человек. Одно почтовое отделение обслуживает в среднем 9905 человек в городах и 974 человека в сёлах, на площади около 37 км². «Болгарские почты ЕАД» обслуживают 5286 почтовых ящиков — 1947 в городах и 3339 в сёлах. Общая длина почтовых путей «Болгарских почт ЕАД» составляет 74 561 км
В 2009 году в «Болгарских почтах ЕАД» работали 13 733 человек — 2778 с высшим образованием, 9844 со средним и 1111 с основным образованием.

## История
История почтовой службы в Болгарии началась 14 мая 1879 года, когда русские чиновники передали в пользование болгарским властям все почтовые и телеграфные станции, со всем оборудованием и постройками. 1 ноября 1881 года был одобрен «Временный устав почт и телеграфов», которой также учредил внутренние денежные переводы посредством почты. Первый денежный перевод был произведён болгарской почтой 15 марта 1882 года. В 1950 году Совет министров Болгарии принял постановление, согласно которому распространение газет и журналов перешло в ведение Министерства почт, телеграфов и сообщений, и с тех пор периодические издания в стране распространяются исключительно «Болгарскими почтами». После 10 ноября 1989 года «Болгарские почты» были преобразованы в акционерное общество.

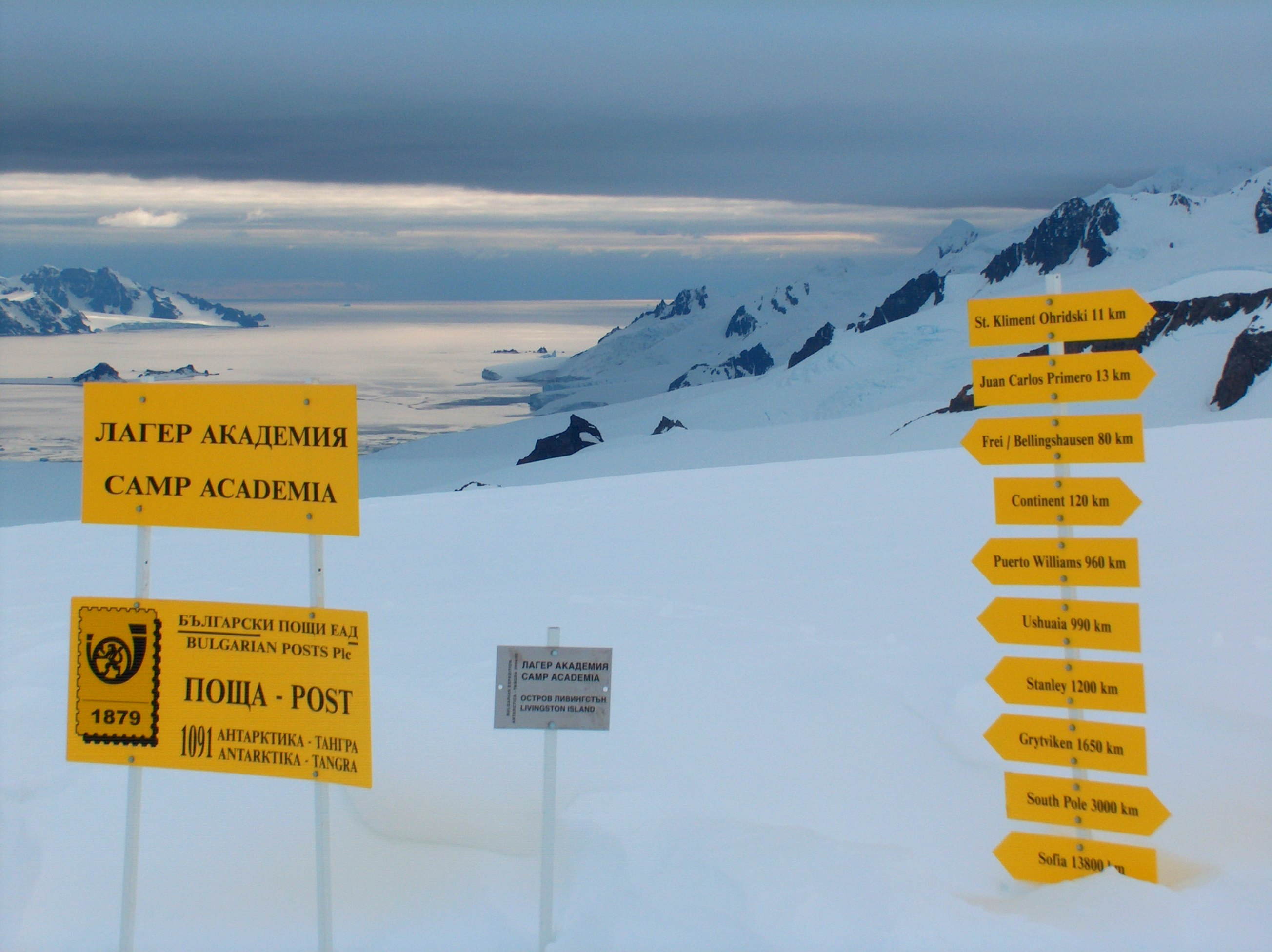
Почтовое отделение Болгарской почты в антарктическом Лагере Академия, Тангра 1091

1 января 2011 года была ликвидирована 130-летняя монополия государственного почтового ведомства на доставку внутренних и международных почтовых отправлений весом до 50 граммов. Это произошло после внесения изменений и дополнений в «Закон о почтовых услугах» (болг. Закон за пощенските услуги), благодаря которым в Болгарии были выполнены требования Директивы Парламента и Совета Европы № 67/15 декабря 1997 года и № 34/10 июня 2002 года, касающиеся общих принципов развития рынка почтовых услуг в ЕС.